# 世運駅
世運駅（せうんえき）は台湾高雄市楠梓区にある高雄捷運紅線の駅。左楠路と中海路の交差点に位置し、駅番号はR17である。計画時の暫定名称は半屏山であったが、2005年7月1日に新聞紙上メインスタジアムが建設されたワールドゲームズ（中国語：世界運動會）の略称である現在の名称が発表された。

## 駅設計概念
本駅は相対式ホームを持つ高架駅で、高雄捷運で第一の高架駅である。初期の計画では高雄捷運全体の精神を表現して、台北捷運の剣潭駅と同様に高雄捷運のランドマークとなる様に希望されていた。駅全体の造型と基本設計は中興工程顧問公司の設計で、設計者は鋼鉄や石化等の重厚なテーマではなく、真白な帆と軽快なマストを青空にそびえさせて高雄人の夢見る海港都市と工業の要衝を表現した。

## 駅構造
- 4層構造の高架駅で、相対式ホーム2面2線と4箇所の出入口を持つ。

### 駅階層

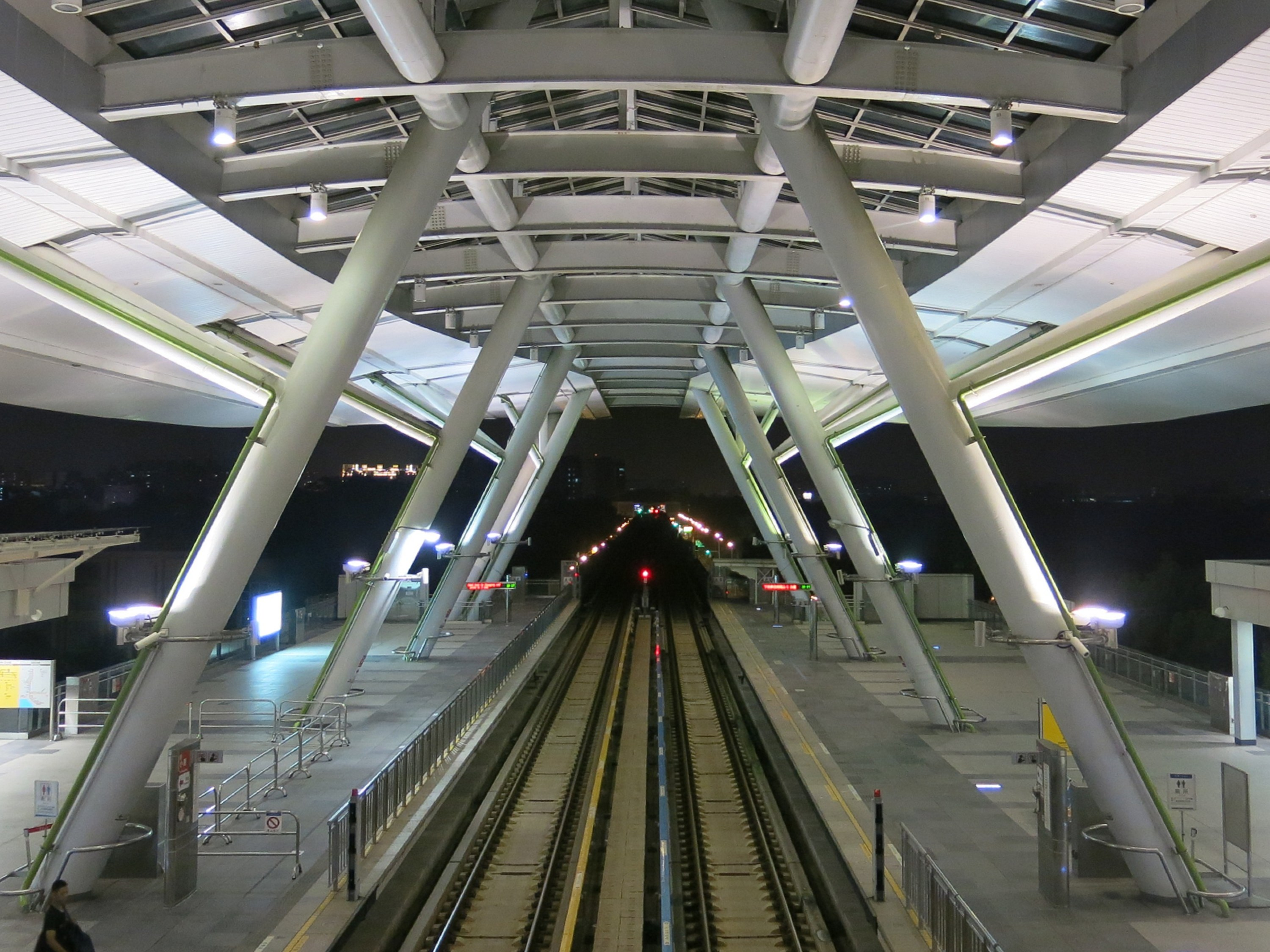
跨線橋からホームを望む

| 地上4階                          | 連絡階                                 | 跨線橋 |
| 地上3階                          |                                        |        |
| コンコース階                     | 案内所、自動改札口、自動券売機         |        |
|                                  |                                        |        |
| 相対式ホーム、右側のドアが開く。 |                                        |        |
| 1号ホーム                        | ←■紅線 小港方面（左営駅）              |        |
| 2号ホーム                        | ■紅線 岡山駅方面（油廠国小駅）→        |        |
| 相対式ホーム、右側のドアが開く。 |                                        |        |
| コンコース階                     | 案内所、自動改札口、自動券売機、トイレ |        |
| 地階                             |                                        |        |
| 出入口                           | 出入口                                 |        |

## 駅出口
出口1、2は駅北端、出口3、4は駅南端にあり、出口にはバリアフリーのエレベーターがある。
- 出口1：左楠路中海路口
- 出口2：左楠路上
- 出口3：左楠路中油高雄總廠
- 出口4：左楠路上

## 利用状況
| 年   | 年間    | 年間    | 年間      | 年間     | 1日平均 | 1日平均 |
| 年   | 乗車    | 下車    | 乗下車計  | 出典     | 乗車    | 乗下車  |
| ---- | ------- | ------- | --------- | -------- | ------- | ------- |
| 2008 | 341,774 | 318,956 | 660,730   | [ 注 1 ] | 1,271   | 2,456   |
| 2009 | 640,778 | 665,889 | 1,306,667 | [ * 2 ]  | 1,756   | 3,580   |
| 2010 | 499,112 | 479,933 | 979,045   | [ * 3 ]  | 1,367   | 2,682   |
| 2011 | 520,714 | 483,502 | 1,004,216 | [ * 4 ]  | 1,427   | 2,751   |
| 2012 | 611,256 | 616,822 | 1,228,078 | [ * 4 ]  | 1,670   | 3,355   |
| 2013 | 575,354 | 530,215 | 1,105,569 | [ * 4 ]  | 1,576   | 3,029   |
| 2014 | 593,977 | 548,827 | 1,142,804 | [ * 4 ]  | 1,627   | 3,131   |
| 2015 | 589,281 | 551,770 | 1,141,051 | [ * 4 ]  | 1,614   | 3,126   |
| 2016 | 610,089 | 550,971 | 1,161,060 | [ * 4 ]  | 1,667   | 3,172   |
| 2017 | 599,280 | 563,401 | 1,162,681 | [ * 4 ]  | 1,642   | 3,185   |
| 2018 | 523,373 | 457,872 | 981,245   | [ * 4 ]  | 1,434   | 2,688   |
| 2019 | 526,561 | 478,099 | 1,004,660 | [ * 4 ]  | 1,443   | 2,752   |
| 2020 | 390,439 | 338,465 | 728,904   | [ * 4 ]  | 1,067   | 1,992   |

- 統計に関する出典

註釈
1. ↑  3月8日開業後の運営日数は296日だが、統計は有料化開始の4月7日以降269日で算出している[* 1] ）

出典
1. ↑  （繁体字中国語）高雄捷運公司 (2009年1月10日). “高雄都會區大眾捷運系統各站旅運量統計表”.   高雄市政府交通局. p. 頁10. 2019年5月5日閲覧。
2. ↑  （繁体字中国語）“高雄都會區大眾捷運系統各站旅運量統計表 中華民國98年”.   高雄市政府捷運工程局. p. 13 (2009年1月10日). 2019年10月27日閲覧。
3. ↑  （繁体字中国語）“高雄都會區大眾捷運系統各站旅運量統計表 中華民國99年”.   高雄市政府捷運工程局. p. 13. 2019年10月27日閲覧。
4. ↑  （繁体字中国語）“高雄都會區大眾捷運系統各站旅運量-年 依 年, 捷運站別 與 入出站”.   高雄市政府交通局 (2021年3月12日). 2021年3月12日閲覧。 高雄市統計資訊服務網

## 歴史
- 2008年3月9日 - 高雄捷運紅線の「橋頭駅～小港」間が正式に開通した[2]。

## ギャラリー

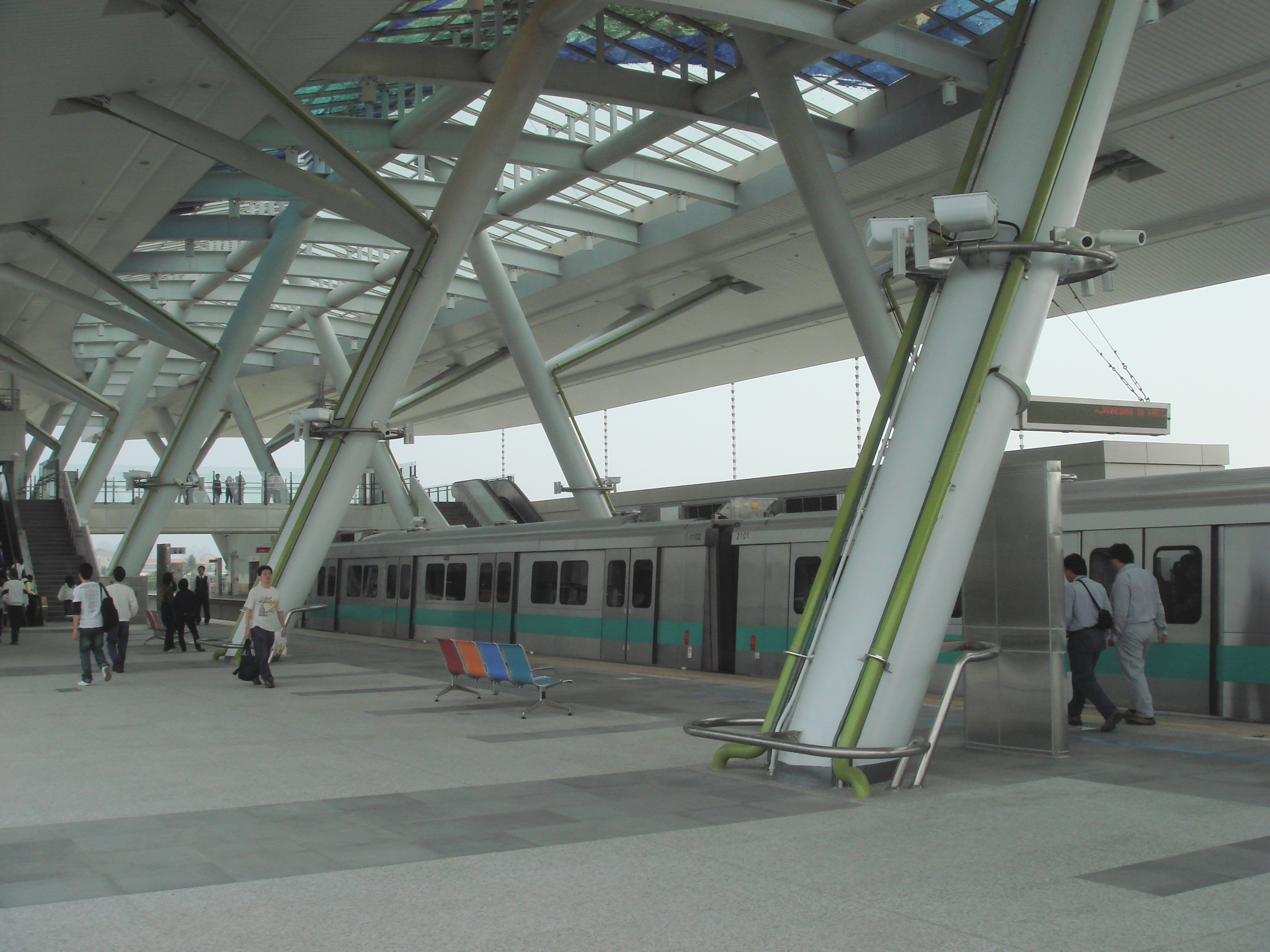
世運駅ホーム
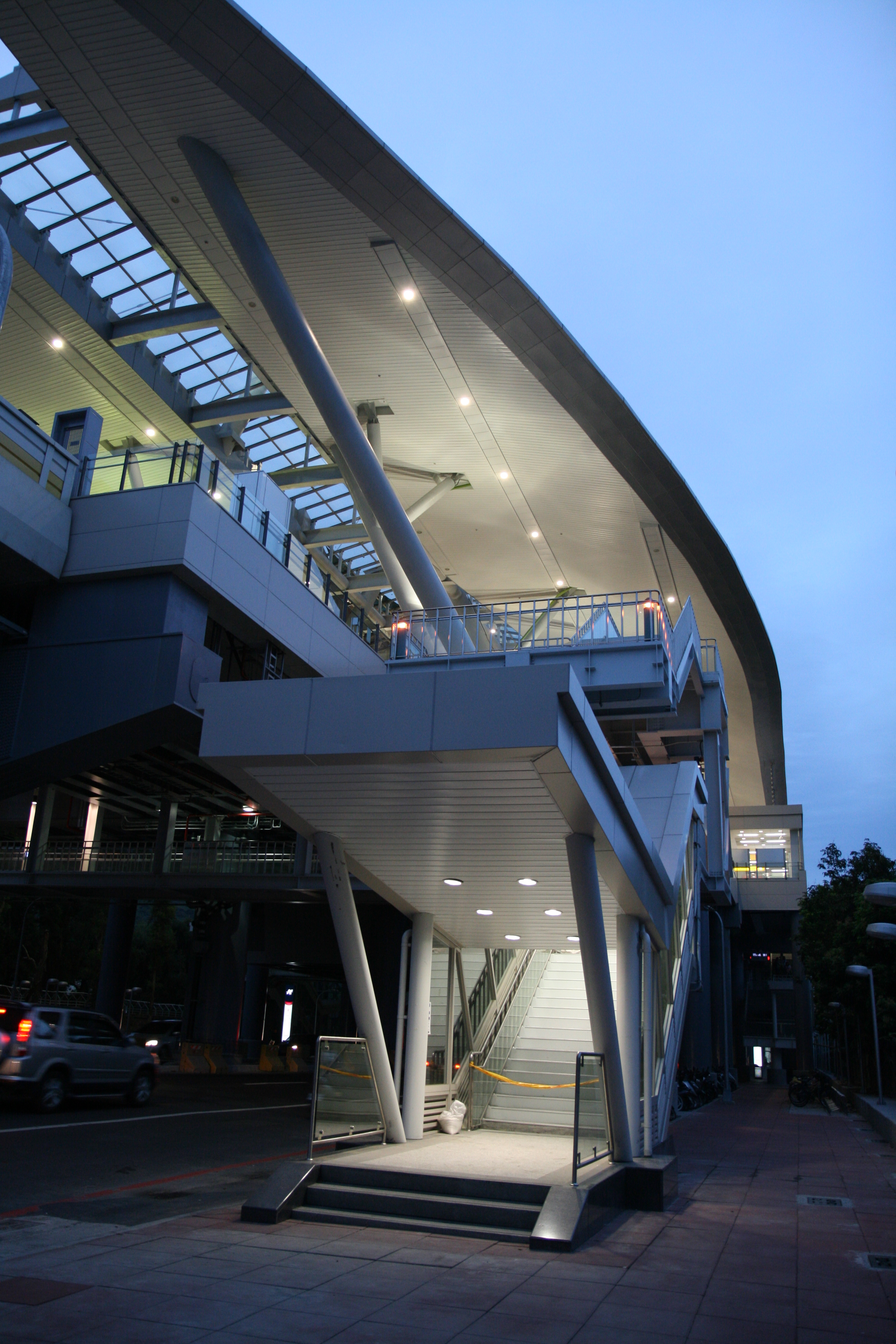
世運駅出入口
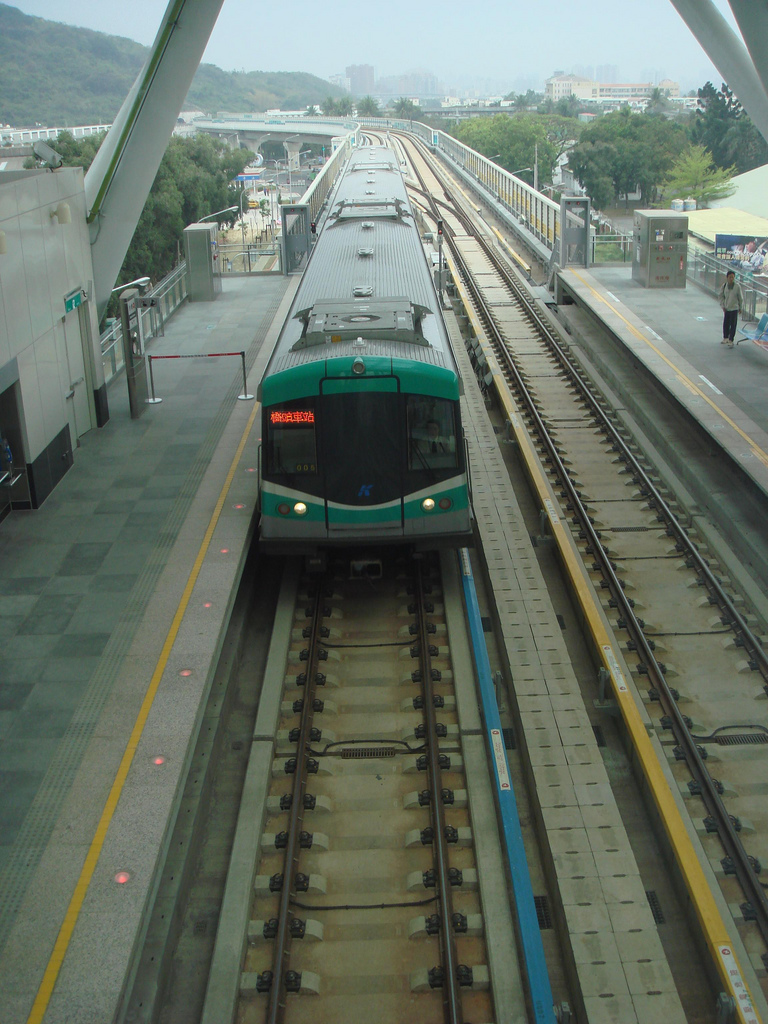
ホームに進入する電車

## 隣の駅
高雄捷運
■紅線
油廠国小駅 - 世運駅 - 左営／高鉄駅